# Madalla
Madalla est une ville du Nigeria. Elle est située dans l'État de Niger, près de la capitale Abuja.
La ville a quelques zones d'attention comme les collines rocheuses ainsi que les montagnes environnantes dans toute la ville.
C'est une colonie rurale-urbaine avec une population d'environ 80 000 personnes.